# Línea Madrid-Badajoz

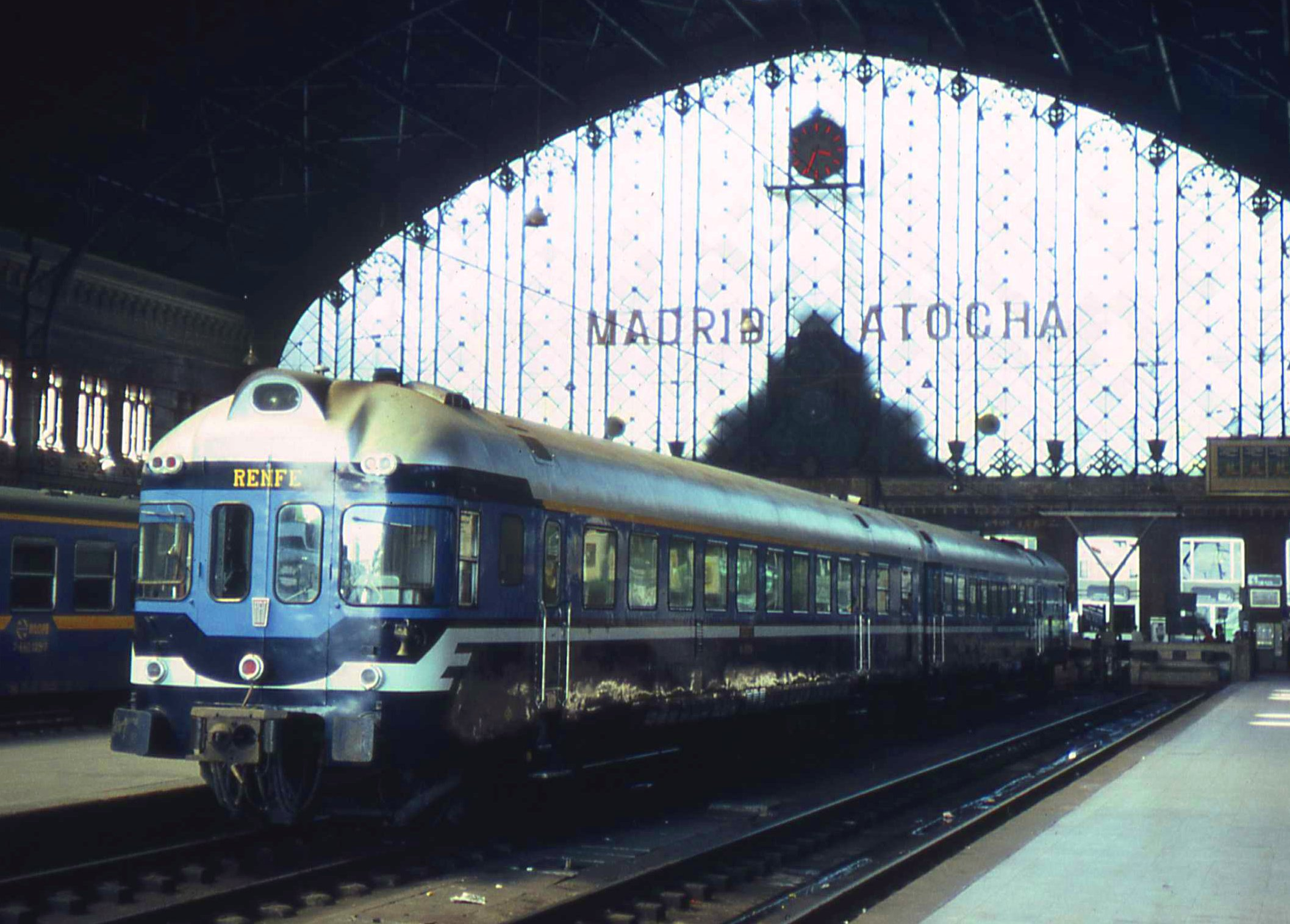
Un tren TER perteneciente a la Serie 597 estacionado en la estación de Madrid-Atocha, efectuando el servicio de Madrid-Badajoz (1981).

La línea Madrid-Badajoz fue una línea férrea española de 512 kilómetros de longitud que enlazaba las ciudades de Madrid con Badajoz a través de Algodor, Ciudad Real y Mérida. El trazado era de vía única y en ancho ibérico. Fue construida originalmente en dos partes, Ciudad Real-Badajoz (1866) y Madrid-Ciudad Real (1879), unificándose posteriormente todos los trazados bajo un mismo kilometraje. Durante la época de RENFE fue catalogada como la «línea R-37».
Aunque a lo largo de su existencia primaron los tráficos de ámbito regional, en su momento este ferrocarril llegó a tener un cierto carácter internacional por la conexión con Portugal a través de Badajoz. Acabaría perdiendo esta posición en favor de la línea Madrid-Valencia de Alcántara. En enero de 1988 se clausuró la mayor parte del trazado comprendido entre Parla y Ciudad Real, siendo posteriormente desmantelado para la construcción de la línea de alta velocidad Madrid-Sevilla. El trazado Ciudad Real-Badajoz se mantuvo en servicio y siguió utilizando el kilometraje heredado.